# Tubarão (microregio)
Tubarão is een van de 20 microregio's van de Braziliaanse deelstaat Santa Catarina. Zij ligt in de mesoregio Sul Catarinense en grenst aan de microregio's Florianópolis, Tabuleiro, Campos de Lages en Criciúma. De microregio heeft een oppervlakte van ca. 4.658 km². In 2006 werd het inwoneraantal geschat op 367.365.
Negentien gemeenten behoren tot deze microregio:
- Armazém
- Braço do Norte
- Capivari de Baixo
- Garopaba
- Grão Pará
- Gravatal
- Imaruí
- Imbituba
- Jaguaruna
- Laguna
- Orleans
- Pedras Grandes
- Rio Fortuna
- Sangão
- Santa Rosa de Lima
- São Ludgero
- São Martinho
- Treze de Maio
- Tubarão

Mesoregio's: Grande Florianópolis · Norte Catarinense · Oeste Catarinense · Serrana · Sul Catarinense · Vale do Itajaí

Microregio's: Araranguá · Blumenau · Campos de Lages · Canoinhas · Chapecó · Concórdia · Criciúma · Curitibanos · Florianópolis · Itajaí · Ituporanga · Joaçaba · Joinville · Rio do Sul · São Bento do Sul · São Miguel do Oeste · Tabuleiro · Tijucas · Tubarão · Xanxerê